# 鮎川哲也
鮎川 哲也（あゆかわ てつや、1919年2月14日 - 2002年9月24日）は、日本の小説家。本名、中川 透（なかがわとおる）。東京府に生まれ、大連に育つ。拓殖大学商学部卒。
アリバイ崩しを得意とし、『ペトロフ事件』『黒いトランク』『人それを情死と呼ぶ』など、鬼貫警部を探偵役とする本格推理小説を発表。ほか『りら荘事件』『死者を笞打て』などの長編小説や多数の短編小説を執筆し、さらにはアンソロジーの編纂や、新人の育成などにも力を尽くした。

## 経歴
1919年2月14日、東京府巣鴨に生まれた。父が南満州鉄道地質調査所の測量技師となったため、小学3年生のときに一家で満州大連に移り住み、旧制中学を卒業するまでここで過ごした。東京の音楽関係の上級学校に進学するが、肋膜炎を患い退学し満州に戻る。1938年、拓殖大学予科に入り、商学部に進むが、病のため満州に戻ることが多かった。この間に推理小説を読み始め、クロフツの『ポンスン事件』に影響され、『ペトロフ事件』を書きあげたが、原稿は引き上げの際に紛失してしまった。1944年、父の定年退職に伴い東京に戻るが、戦禍に遭い九州に疎開。
戦後に上京し、GHQ勤務のかたわら、那珂川透、薔薇小路棘麿、青井久利、中河通、宇田川蘭子など多数の筆名で雑誌に投稿。1948年、『ロック』1月号に「月魄」（那珂川透名義）、8月号に「蛇と猪」（薔薇小路棘麿名義）を発表。1950年、『宝石』100万円懸賞の長篇部門に『ペトロフ事件』（本名の中川透名義）が第一席で入選し、本格デビューしたが、出版社との関係がこじれ、この作品は出版されなかった。1956年、公募で充てることになった講談社の『書下ろし長篇探偵小説全集』第13巻に、『黒いトランク』を応募し、当選。筆名を鮎川哲也に改める。この2作で探偵役を務める鬼貫警部は、主にアリバイ・トリックを主眼とした小説で活躍する。
1959年に、星影龍三が登場する『りら荘事件』を発表。 1960年には、『憎悪の化石』と『黒い白鳥』により、第13回日本探偵作家クラブ賞を受賞。社会派推理小説が主流となる中で、松本清張の『点と線』を意識して『人それを情死と呼ぶ』（1961年）を書くなど、寡作ながらも以後も一貫して本格推理小説を書き続ける。1972年から、銀座・三番館のバーテンを探偵役としたシリーズを開始。1964年に推理作家の芦川澄子と結婚、3年後に離婚したものの、のちに復縁した。
1955年発表（中川透名義、未完）の少年物『魔人鉄仮面』では、藤巻探偵と助手のアキラ君が登場。両者は以後鮎川作品の少年物では複数回登場する。鮎川名義での再デビュー初期には、鳥羽ひろし君シリーズ、三吉少年シリーズ、一夫と豪助シリーズなど少年物の執筆量が大人向けよりも多かった時期もある。
創作以外にも、アンソロジーの編纂を通して、戦前の作家・作品を発掘。また後進の育成にも力を入れ、1988年には自らのデビューに倣い、東京創元社から「鮎川哲也と十三の謎」と題したシリーズを刊行し、若手作家に発表の場を与えた。第12巻として予告された新作『白樺荘事件』の刊行が期待されていたが、未完となった。1990年に、東京創元社主催の長編推理小説新人賞である鮎川哲也賞が創設される。1993年からは、『本格推理』の編集長として、新人作家の発掘に尽力した。クラシックを中心に音楽にも造詣が深く、唱歌の作詞・作曲者を訪ねるエッセイ集『唱歌のふるさと』がある。
2001年に、本格推理小説への多大な貢献を評価され、第1回本格ミステリ大賞特別賞を受賞。翌年9月24日に、83歳で死去した。没後、第6回日本ミステリー文学大賞を贈られた。

## 主要作品

### 全集
- 鮎川哲也長編推理小説全集（全6巻/1975年 - 1976年、立風書房）[注釈 3]

1. 黒いトランク（ペトロフ事件 / 赤い密室 / 黒いトランク）
2. 憎悪の化石（りら荘事件 / 憎悪の化石）
3. 黒い白鳥（黒い白鳥 / 人それを情死と呼ぶ）
4. 砂の城（砂の城 / 偽りの墳墓）
5. 死のある風景（死のある風景 / 宛先不明）
6. 風の証言（積木の塔 / 風の証言 / 達也が嗤う:犯人当て小説）

- 鮎川哲也短編推理小説選集（全6巻/1978年 - 1979年、立風書房）[注釈 3]

1. 五つの時計
2. 青い密室
3. プラスチックの塔
4. 黒い版画
5. 新赤髪連盟
6. 写楽が見ていた

### 鬼貫警部もの

#### 長編
- ペトロフ事件（1950年4月、『別冊宝石』/1960年11月、光風社） - 鮎川が影響を受けた作家・クロフツの「ポンスン事件」を連想させる表題[注釈 4]。初出時は「中川透」名義
- 黒いトランク（1956年7月、講談社〈書下ろし長篇小説全集〉） - 前作に続いて、クロフツ「樽」を思わせる趣向。
- 黒い白鳥（1959年7月 - 12月、『宝石』/1960年2月、講談社）
- 憎悪の化石（1959年11月、講談社〈書下ろし長編推理小説シリーズ〉）
- 人それを情死と呼ぶ（1961年6月、東都書房〈東都ミステリー〉）
- 砂の城（1963年4月、中央公論社）
- 偽りの墳墓（1963年7月、文藝春秋新社〈ポケット文春〉
- 死のある風景（1965年1月、講談社）
- 宛先不明（1965年7月、学習研究社〈ガッケン・ブックスミステリー〉）
- 準急ながら（1966年6月、文藝春秋〈ポケット文春〉）
- 積木の塔（1966年12月、読売新聞社〈新本格推理小説全集〉）
- 鍵孔のない扉（1969年6月、光文社〈カッパ・ノベルス〉）
- 風の証言（1971年11月、毎日新聞社）
- 戌神はなにを見たか（1976年2月、講談社〈推理小説特別書下ろしシリーズ〉）
- 沈黙の函（1978年1月 - 5月、「蝋の鶯」として『小説宝石』/1979年3月、光文社〈カッパ・ノベルス〉）
- 王を探せ（1979年4月、「王」として『野性時代』/1981年12月、角川書店〈カドカワ・ノベルズ〉）
- 死びとの座（1982年10月 - 1983年5月、『週刊新潮』/1983年12月、新潮社）

#### 中編
- 城と塔 1971

#### 短編
- 楡の木荘の殺人 1951
- 悪魔が笑う 1951
- 碑文谷事件 1955
- 1時10分 （一時十分） 1956
- 白昼の悪魔 1956
- 誰の屍体か 1957 春陽文庫、1960
- 五つの時計 1957
- 早春に死す 1958
- 愛に朽ちなん 1958
- 見えない機関車 － 二ノ宮心中 1958
- 不完全犯罪 1960
- 急行出雲 1960
- 死のある風景 1961
- 下り"はつかり" 講談社 1962
- 古銭 1962
- 偽りの墳墓 1962
- わるい風 1963
- 暗い穽 1964
- 金貨の首飾りをした女 1966
- 夜の訪問者 1967
- いたい風 1969
- 殺意の餌 1970
- MF計画 1974
- まだらの犬 1975

#### 倒叙
- 青いエチュード 1956 - 最初の倒叙もの短編。数度にわたり映像化。
- 首 1976 - テレビドラマ「チェックメイト78」の一作として映像化。

### 星影龍三もの

#### 長編
- りら荘事件（1956年9月 - 1957年12月、『探偵実話』/1958年8月、光風社） - 星影龍三もの長編の代表作。[要出典]
- 白の恐怖（1959年12月、桃源社〈書下ろし推理小説全集〉）
- 朱の絶筆（1976年1月 - 1977年1月、『幻影城』/1979年7月、祥伝社〈ノン・ノベル〉）

#### 中短編
- 呪縛再現 1953
- 赤い密室（「青い密室」雄山閣出版 1961）
- 黄色い悪魔
- 消えた奇術師
- 白い密室、講談社、1958
- 怪塔記
- 道化師の檻
- 薔薇荘殺人事件
- 悪魔はここに
- 青い密室
- 砂とくらげと 1961

### 三番館シリーズ
- 太鼓叩きはなぜ笑う（Wisdom of the Nameless Bartender） 徳間書店トクマ・ノベルズ、1974 のち文庫、創元推理文庫[注釈 5]、2003年
  - 春の驟雨
  - 新ファントム・レディ
  - 白い手黒い手
  - 太鼓叩きはなぜ笑う
- サムソンの犯罪（Advice of the Nameless Bartender） 徳間書店トクマ・ノベルズ、1976 のち文庫、創元推理文庫、2003年
  - 中国屏風
  - 割れた電球
  - 菊香る
  - 屍衣を着たドンホァン
  - 走れ俊平
  - 分身
  - サムソンの犯罪
- ブロンズの使者（Intelligence of the Nameless Bartender） 徳間書店トクマ・ノベルズ、1984 のち文庫、創元推理文庫、2003年
  - ブロンズの使者 1984
  - 夜の冒険 1976
  - 百足 - むかでのおもちゃに仰天する招待客の騒ぎのなか、宝石店の販売員が持ち込んだ猫目石が消失した。隠し場所トリック。
  - 相似の部屋
  - マーキュリーの靴 1980 - 女流ミステリ作家の住むビル屋上の別荘。雪面には屋上入口から建物へ向かう被害者女性の長靴の足跡しかなかった。
  - 塔の女 1982
- 材木座の殺人 双葉書房フタバ・ノベルズ、1986、創元推理文庫、2003年
  - 棄てられた男
  - 人を呑む家
  - 同期の桜
  - 青嵐荘事件
  - 停電にご注意
  - 材木座の殺人
- クイーンの色紙 光文社文庫、1987、創元推理文庫、2003年
  - 秋色軽井沢
  - Ｘ・Ｘ - ダイイングメッセージもの。頭文字かロシア語かローマ数字か？
  - クイーンの色紙
  - タウン・ドレスは赤い色
  - 鎌倉ミステリーガイド
- モーツァルトの子守歌 立風書房、1992、のち文庫、創元推理文庫、2003年
  - クライン氏の肖像
  - ジャスミンの匂う部屋
  - 写楽昇天
  - 人形の館
  - 死にゆく者の……
  - 風見氏の受難
  - モーツァルトの子守歌

### その他

#### 長編
- 翳ある墓標（1962年7月、早川書房〈日本ミステリ・シリーズ〉）
- 死者を笞打て（1964年1月 - 5月、『宝石』/1965年8月、講談社）

#### 中短編
- ポロさん 1943
- 月魄 1948
- 蛇と猪 1948
- 地虫 1949
- 雪姫 1951
- 影法師 1954
- 山荘の一夜 1954
- ダイヤルＭを廻せ 1954
- 朝めしご用心 1954
- アトランタ姫 1956
- 甌 1956
- 最後の接吻 1956
- 退屈なエマ子 1956
- アドバルーン殺人事件 1956
- 海辺の悲劇 弥生書房、1960
- 達也が嗤う（「薔薇荘殺人事件」講談社 1960）
- 矛盾する足跡 1969
- 砂の時計 毎日新聞社 1974
- 茜荘事件
- ブロンズの使者 - 同タイトルの三番館シリーズ「ブロンズの使者」のオリジナル短編。

#### 倒叙（鮎川哲也のチェックメイト）
- 黒い蹉跌 光文社
- 白い陥穽 光文社
  - 北の女 1966 - テレビドラマ「チェックメイト78」の一作として映像化。
  - 小さな孔 1968 - 同上。
  - 蟻 1968 - 同上。
  - わらべは見たり 1971 - 同上。

### ジュブナイル
- 魔人鉄仮面 1955 - 中川透名義、未完
- 悪魔博士 1958 （1988年、光文社文庫） - 児童向けミステリの長編。
- 鳥羽ひろし君の推理ノート 1959 - 短編集。

### リレー作品
- ジュピター殺人事件（1954年5月、『密室』/他の執筆者は藤雪夫と狩久）
- 密室の妖光（「解決編」を担当、「問題編」は大谷洋太郎）

### 編書・アンソロジー
- こんな探偵小説が読みたい（1992年9月、晶文社）
- 怪奇探偵小説集全3巻（1983～84年双葉文庫、1998年にハルキ文庫より復刊）

### エッセイ集

#### 推理小説関係
- 幻の探偵作家を求めて（1985年10月、晶文社）
- 本格ミステリーを楽しむ法（1986年9月、晶文社）

#### 音楽関係
- 唱歌のふるさと 花（1992年5月、音楽之友社〈music gallery〉）
- 唱歌のふるさと 旅愁（1993年12月、音楽之友社〈music gallery〉）
- 唱歌のふるさと うみ（1995年9月、音楽之友社〈music gallery〉）

### 翻訳
- C・デイリー・キング『鉄路のオベリスト』（1981年1月 - 7月、『EQ』/1983年、光文社〈カッパ・ノベルス〉）

## 映像化作品

### テレビドラマ
日本テレビ系
- スリラー劇場 夜のプリズム
  - 青いエチュード（1959年3月4日、主演：高木二朗）

- 火曜サスペンス劇場
  - 刑事・鬼貫八郎（1993年3月9日 - 2005年9月20日、全18回、主演：大地康雄）

フジテレビ系
- スリラー劇場
  - 青いエチュード（1960年1月9日 - 1月16日、全2話、主演：千典子）
  - 五つの時計（1960年2月6日 - 2月13日、全2話、主演：不破潤）
  - 他殺にしてくれ（1961年3月30日 - 4月6日、全2話、主演：臼井正明）
  - 悪魔はここに（1961年7月20日 - 7月27日、全2話、主演：山本礼三郎）

- ライオン午後のサスペンス
  - 疑惑の女（1983年10月31日 - 1983年12月2日、全25話、主演：早乙女愛、原作：人それを情死と呼ぶ）

NHK
- 灰色のシリーズ
  - 急行出雲（1960年9月21日 - 9月28日、全2話、主演：安井昌二）

TBS系
- グリーン劇場
  - 人それを情死と呼ぶ（1961年3月11日、主演：三ツ矢歌子）

- 月曜ドラマスペシャル
  - 人それを情死と呼ぶ（1996年6月24日、主演：栗原小巻）

テレビ朝日系
- ミステリーベスト21
  - 人それを情死と呼ぶ（1962年10月26日、主演：中川弘子）

- 土曜ワイド劇場
  - 人それを情死と呼ぶ（1977年11月12日、主演：佐久間良子）
  - 喪服を着た花嫁（1990年11月3日、主演：若村麻由美、原作：鍵孔のない扉）

- チェックメイト78（1978年10月6日 - 1979年3月9日、全22話、主演：松方弘樹）